# Sematophyllum subcochleatum
Sematophyllum subcochleatum är en bladmossart som beskrevs av Hugh Neville Dixon och Thériot 1942. Sematophyllum subcochleatum ingår i släktet Sematophyllum och familjen Sematophyllaceae. Inga underarter finns listade i Catalogue of Life.